# ورزشگاه کاپیلاو
ورزشگاه کاپیلاو (به انگلیسی: Cappielow) یک ورزشگاه فوتبال در بریتانیا است که در اینورکلاید واقع شده‌است.